# Oest-Dzjegoeta
Oest-Dzjegoeta (Russisch: Усть-Джегута) is een stad in de Russische autonome republiek Karatsjaj-Tsjerkessië. De stad ligt 15 kilometer ten zuiden van Tsjerkessk, in het gebergte de Kaukasus. Oest-Dzjegoeta ligt op de rechteroever van de rivier de Koeban.
In 1861 werd de stad door de Kozakken gesticht als Stanitsa Dzjegoetinskaja (Russisch: Джегутинская). Oest-Dzjegoeta heeft de stadsstatus sinds 1975.
| 1939  | 1959   | 1970   | 1979   | 1989   | 2002   |
| ----- | ------ | ------ | ------ | ------ | ------ |
| 6.400 | 11.500 | 16.700 | 19.200 | 29.225 | 32.903 |

## Geboren
- Dima Bilan, Russisch zanger

Bestuurlijk centrum: Tsjerkessk

Steden: Karatsjajevsk · Oest-Dzjegoeta · Teberda

Districten: Abazinski · Adyge-Chablski · Chabezski · Karatsjajevski · Malokaratsjajevski · Nogajski · Oeroepski · Oest-Djegoetinski · Prikoebanski · Zelentsjoekski